# 廖泉裕
廖泉裕（1938年—2008年2月17日），臺灣政治人物，中國國民黨籍，曾任三屆臺灣省議員、兩屆雲林縣縣長及行政院公共工程委員會副主任委員，地方派系雲林廖派代表。任內並將六輕引進雲林。

## 生平

### 早年生涯
廖泉裕1938年出生於日治臺灣臺南州虎尾郡虎尾街（今雲林縣虎尾鎮），幼時家境困頓，1962年畢業於臺灣省立農業專科學校（今國立屏東科技大學）。畢業後回到家鄉，在縣立虎尾農業職業學校（今虎尾農工）擔任教職。1969年卸下教職，擔任新光人壽雲林分公司經理。1971年，廖泉裕當選西螺鎮廣興里里長，自此開始從政。

### 從政經歷
1977年，廖泉裕獲國民黨提名，投入第六屆臺灣省議員選舉，且在1981年及1985年連任第七、八屆臺灣省議員。
1989年，廖泉裕第八屆省議員任期即將屆滿時，決定由民意代表轉戰地方首長，並獲得國民黨提名為第十一屆雲林縣長候選人，順利當選，並在1993年第十二屆雲林縣長選舉中連任。廖泉裕在縣長任內推動雲林離島工業區開發案，對雲林工商業發展影響甚深。他力邀原將至中华人民共和国設廠的臺塑六輕至麥寮設廠，帶來大量的工作機會，也使麥寮周遭繁榮，但交通、環保等爭議也如影隨形，是以其施政目標稱「工業與環保並重、經濟與文化同步、工作與休閒並行」。
1997年，廖議員兩屆縣長任期屆滿，轉任行政院公共工程委員會副主任委員，直到2001年卸下公職，專心從商。

### 晚年生活
2002年5月28日，廖泉裕因竊占、違反《選罷法》等罪遭判刑兩年四個月定讞前一天搭機赴上海，雲林地檢署在同年9月30日發布通緝近四年。在其滯留中國大陸期間，其罹患糖尿病、心臟病，妻子許恆慈赴中國大陆照顧廖泉裕。2007年1月，廖泉裕在中國大陆更换肾脏，後來請求海基會協助，讓廖泉裕返臺，而廖泉裕於2月19日返台後由調查幹員戒護至中國醫藥大學附設醫院保外就醫。2008年2月17日凌晨1時，廖泉裕因糖尿病併發心臟病及多重器官衰竭病逝，享年71歲。

## 家庭
廖泉裕與曾任國民大會代表、現任佳聯有線電視董事長的妻子許恆慈育有一子三女。長女婿林耀興為國民黨籍，曾任台中地方立委；次女廖紫岑現任台灣數位光訊科技集團副董事長兼執行長。其弟廖偉甫住宅曾在2005年遭歹徒在門前連開五十餘槍。

## 外部連結
| 中華民國政府職務 | 中華民國政府職務                                         | 中華民國政府職務 |
| ---------------- | -------------------------------------------------------- | ---------------- |
| 雲林縣政府       |                                                          |                  |
| 前任： 許文志    | 雲林縣縣長 第十一、十二屆 1989年12月20日－1997年12月20日 | 繼任： 蘇文雄    |